# Hesbaye

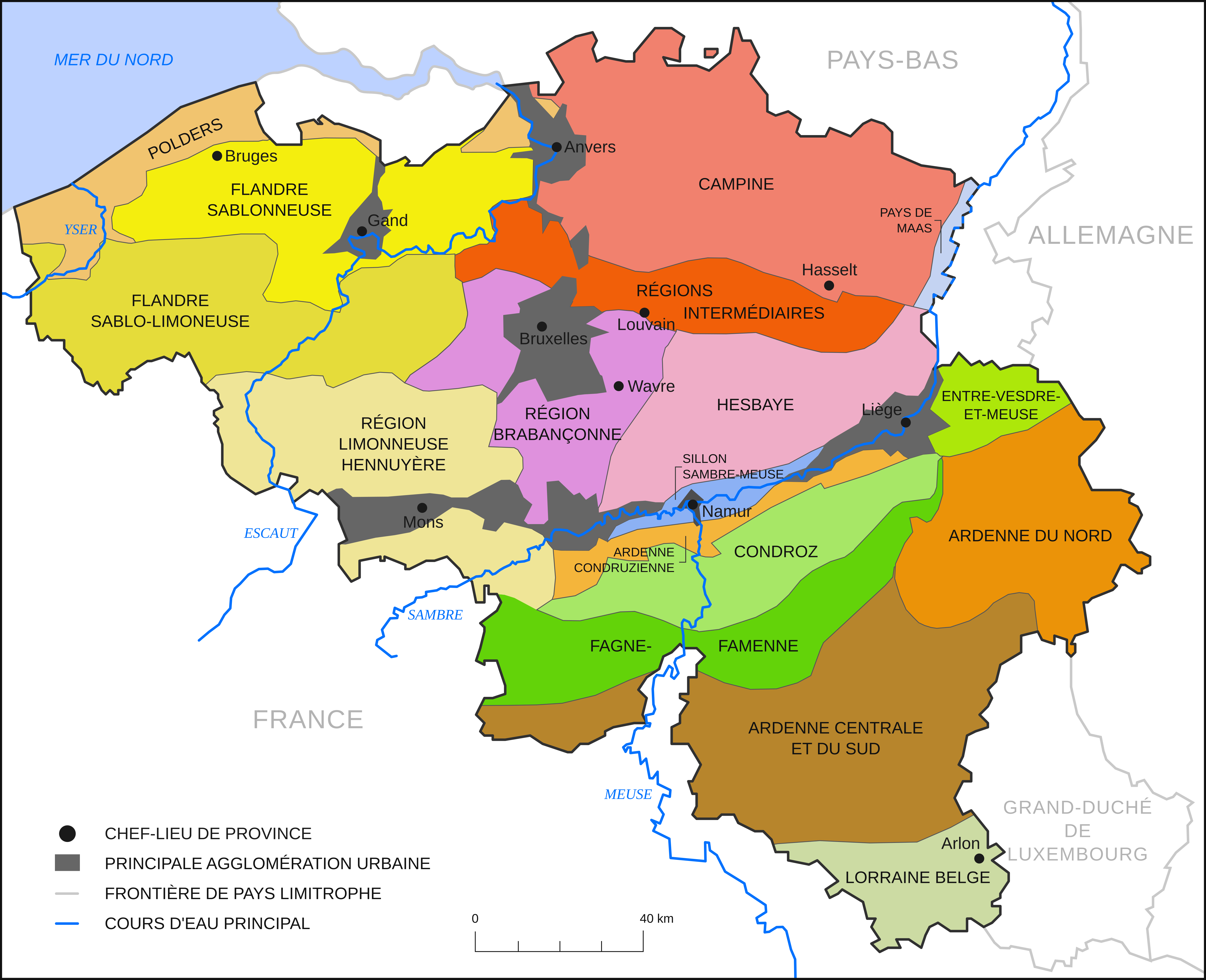
Regioni naturali del Belgio. La Hesbaye è di colore rosa

La Hesbaye (in olandese Haspengouw, in tedesco Hespengau, in italiano Aspinga) è una regione naturale del Belgio nordorientale.

## Geografia
È limitata a nord dalla Campine e a sud dalla Mosa: comprende le città di Waremme, Jodoigne, Éghezée, Tirlemont, Perwez e Tongres.